# Llista de topònims de Sant Martí de Tous
Llista de topònims (noms propis de lloc) del municipi de Sant Martí de Tous, a l'Anoia
Informació actualitzada per un bot. Els canvis manuals es perdran quan s'actualitzi!

## castell
| imatge | Nom                   | Ubicat a           | instància de     | Detalls | coordenades                                                                                       | Protecció                                            | Commons (més fotos)     | Dades a WD                    |
| ------ | --------------------- | ------------------ | ---------------- | ------- | ------------------------------------------------------------------------------------------------- | ---------------------------------------------------- | ----------------------- | ----------------------------- |
|        | Castell de Tous       | Sant Martí de Tous | castell monument |         | 41° 33′ 34″ N, 1° 31′ 31″ E / 41.5595°N,1.52521°E ca:Carrer del Castell 490 msnm                  | bé d'interès cultural bé cultural d'interès nacional | Castell de Tous (Anoia) | Modifica les dades a Wikidata |
|        | castell de la Roqueta | Sant Martí de Tous | castell          |         | 41° 31′ 43″ N, 1° 29′ 05″ E / 41.5286°N,1.4848°E ca:Camí de Cal Maginet, sortint de Tous 720 msnm | bé d'interès cultural bé cultural d'interès nacional | Castle of La Roqueta    | Modifica les dades a Wikidata |

## creu de terme
| imatge | Nom                            | Ubicat a           | instància de                          | Detalls                                  | coordenades                                                                                        | Protecció                                  | Commons (més fotos)                                 | Dades a WD                    |
| ------ | ------------------------------ | ------------------ | ------------------------------------- | ---------------------------------------- | -------------------------------------------------------------------------------------------------- | ------------------------------------------ | --------------------------------------------------- | ----------------------------- |
|        | creu de Pedra                  | Sant Martí de Tous | creu de terme creu de la Santa Missió | Estil: arquitectura popular 20th century | 41° 33′ 36″ N, 1° 31′ 02″ E / 41.56°N,1.51716°E ca:La Passada 452 msnm                             | bé integrant del patrimoni cultural català | Creu de Pedra (Sant Martí de Tous)                  | Modifica les dades a Wikidata |
|        | creu de la Creueta             | Sant Martí de Tous | creu de terme                         | Estil: arquitectura popular 1989         | 41° 33′ 34″ N, 1° 31′ 36″ E / 41.559382°N,1.526638°E ca:Carrer del Camí del Cementiri. Nucli urbà. | bé integrant del patrimoni cultural català |                                                     | Modifica les dades a Wikidata |
|        | creu de la plaça de l'Església | Sant Martí de Tous | creu de terme creu de la Santa Missió | Estil: arquitectura gòtica               | 41° 33′ 36″ N, 1° 31′ 29″ E / 41.5599°N,1.52462°E                                                  | bé cultural d'interès local                | Creu de la plaça de l'Església (Sant Martí de Tous) | Modifica les dades a Wikidata |

## entitat singular de població
| imatge | Nom                    | Ubicat a           | instància de                                   | Detalls  | coordenades | Protecció | Commons (més fotos) | Dades a WD                    |
| ------ | ---------------------- | ------------------ | ---------------------------------------------- | -------- | --- | --------- | ------------------- | ----------------------------- |
|        | Can Mensa              | Sant Martí de Tous | entitat singular de població                   | 12 hab   | 41° 33′ 36″ N, 1° 31′ 25″ E / 41.56010121°N,1.523644924°E 432.704 msnm                                         |           |                     | Modifica les dades a Wikidata |
|        | Fillol                 | Sant Martí de Tous | entitat singular de població                   | 13 hab   | 41° 32′ 55″ N, 1° 28′ 04″ E / 41.548650991681°N,1.4677487263839°E 671 msnm                                     |           | Fillol              | Modifica les dades a Wikidata |
|        | Flix                   | Sant Martí de Tous | entitat singular de població                   | 13 hab   | 41° 34′ 06″ N, 1° 30′ 35″ E / 41.56827122°N,1.50963359°E ca:Pla de Flix. Al nord-oest del nucli urbà. 539 msnm |           |                     | Modifica les dades a Wikidata |
|        | Pla de la Passada      | Sant Martí de Tous | entitat singular de població                   | 36 hab   | 41° 33′ 30″ N, 1° 31′ 07″ E / 41.55825451°N,1.51861771°E 451 msnm                                              |           |                     | Modifica les dades a Wikidata |
|        | Sant Martí de Tous     | Sant Martí de Tous | entitat singular de població capital municipal | 1126 hab | 41° 33′ 41″ N, 1° 31′ 23″ E / 41.56151729°N,1.52299233°E 446 msnm                                              |           |                     | Modifica les dades a Wikidata |
|        | Sentfores              | Sant Martí de Tous | entitat singular de població                   | 22 hab   | 41° 33′ 11″ N, 1° 32′ 22″ E / 41.55294711°N,1.5395548°E 489 msnm                                               |           |                     | Modifica les dades a Wikidata |
|        | l'Aubereda i Cal Macip | Sant Martí de Tous | entitat singular de població                   | 31 hab   | 41° 32′ 30″ N, 1° 31′ 21″ E / 41.54168557°N,1.52242467°E 498 msnm                                              |           |                     | Modifica les dades a Wikidata |
|        | l'Eucaria              | Sant Martí de Tous | entitat singular de població                   | 9 hab    | 41° 33′ 32″ N, 1° 29′ 35″ E / 41.55887563°N,1.49295304°E 508 msnm                                              |           |                     | Modifica les dades a Wikidata |
|        | la Pineda              | Sant Martí de Tous | entitat singular de població                   | 11 hab   | 41° 34′ 45″ N, 1° 32′ 04″ E / 41.579285°N,1.534491°E 436 msnm                                                  |           |                     | Modifica les dades a Wikidata |

## església
| imatge | Nom                                       | Ubicat a           | instància de      | Detalls                                | coordenades                                                                                         | Protecció                                  | Commons (més fotos)                       | Dades a WD                    |
| ------ | ----------------------------------------- | ------------------ | ----------------- | -------------------------------------- | --------------------------------------------------------------------------------------------------- | ------------------------------------------ | ----------------------------------------- | ----------------------------- |
|        | Mare de Déu de Sentfores                  | Sant Martí de Tous | església santuari | Estil: arquitectura romànica           | 41° 33′ 10″ N, 1° 32′ 22″ E / 41.5528°N,1.53955°E                                                   | bé cultural d'interès local                | Mare de Déu de Sentfores                  | Modifica les dades a Wikidata |
|        | Sant Cristòfol de Fiol                    | Sant Martí de Tous | església          |                                        | 41° 32′ 52″ N, 1° 28′ 09″ E / 41.5479°N,1.46912°E                                                   | bé integrant del patrimoni cultural català | Sant Cristòfol de Fiol                    | Modifica les dades a Wikidata |
|        | Sant Pere de l'Erm                        | Sant Martí de Tous | església          | Estil: arquitectura romànica           | 41° 33′ 48″ N, 1° 30′ 05″ E / 41.5632°N,1.50127°E ca:Carretera d'Igualada a Santa Coloma de Queralt | bé cultural d'interès local                | Sant Pere de l'Erm                        | Modifica les dades a Wikidata |
|        | Santa Maria de la Roqueta                 | Sant Martí de Tous | església          | Estil: arquitectura romànica           | 41° 31′ 49″ N, 1° 29′ 04″ E / 41.5303°N,1.48454°E ca:Camí de Cal Maginet                            | bé integrant del patrimoni cultural català | Santa Maria de la Roqueta                 | Modifica les dades a Wikidata |
|        | església de Sant Miquel                   | Sant Martí de Tous | església          | Estil: arquitectura romànica           | 41° 31′ 43″ N, 1° 29′ 05″ E / 41.528656°N,1.484797°E                                                | bé integrant del patrimoni cultural català |                                           | Modifica les dades a Wikidata |
|        | església parroquial de Sant Martí de Tous | Sant Martí de Tous | església          | Estil: arquitectura popular 1892       | 41° 33′ 36″ N, 1° 31′ 28″ E / 41.56°N,1.52449°E ca:Plaça de l'església, 4. Nucli urbà.              | bé cultural d'interès local                | Església parroquial de Sant Martí de Tous | Modifica les dades a Wikidata |
|        | la Sagrada Família                        | Sant Martí de Tous | església capella  | Estil: historicisme arquitectònic 1889 | 41° 33′ 29″ N, 1° 29′ 33″ E / 41.558°N,1.49247°E ca:Planes de l'Eucaria. A l'oest del nucli urbà.   | bé integrant del patrimoni cultural català | La Sagrada Família (Sant Martí de Tous)   | Modifica les dades a Wikidata |

## font
| imatge | Nom                | Ubicat a           | instància de | Detalls      | coordenades | Protecció | Commons (més fotos) | Dades a WD                    |
| ------ | ------------------ | ------------------ | ------------ | ------------ | --- | --------- | ------------------- | ----------------------------- |
|        | font d'en Gerres   | Sant Martí de Tous | font         |              | 41° 32′ 09″ N, 1° 27′ 16″ E / 41.5357030084307°N,1.45454504785748°E                                                          |           |                     | Modifica les dades a Wikidata |
|        | font de Cal Macip  | Sant Martí de Tous | font         |              | 41° 32′ 04″ N, 1° 29′ 57″ E / 41.5343951019398°N,1.49927651460224°E                                                          |           |                     | Modifica les dades a Wikidata |
|        | font de Fillol     | Sant Martí de Tous | font         | 20th century | 41° 33′ 07″ N, 1° 28′ 18″ E / 41.5518840505176°N,1.47172561481873°E ca:El pla de la Font de Fillol. A l'oest del nucli urbà. |           |                     | Modifica les dades a Wikidata |
|        | font de les Canals | Sant Martí de Tous | font         |              | 41° 32′ 32″ N, 1° 27′ 26″ E / 41.542203895151°N,1.4571112867525°E                                                            |           |                     | Modifica les dades a Wikidata |

## forn de calç
| imatge | Nom                     | Ubicat a           | instància de | Detalls                     | coordenades | Protecció                                  | Commons (més fotos) | Dades a WD                    |
| ------ | ----------------------- | ------------------ | ------------ | --------------------------- | ----------- | ------------------------------------------ | ------------------- | ----------------------------- |
|        | Forn de calç Cantagalls | Sant Martí de Tous | forn de calç | Estil: arquitectura popular |             | bé integrant del patrimoni cultural català |                     | Modifica les dades a Wikidata |
|        | Forn de calç Casa Nova  | Sant Martí de Tous | forn de calç | Estil: arquitectura popular |             | bé integrant del patrimoni cultural català |                     | Modifica les dades a Wikidata |

## masia
| imatge | Nom                  | Ubicat a           | instància de     | Detalls                                  | coordenades | Protecció                                  | Commons (més fotos)                | Dades a WD                    |
| ------ | -------------------- | ------------------ | ---------------- | ---------------------------------------- | --- | ------------------------------------------ | ---------------------------------- | ----------------------------- |
|        | Ca l'Abel            | Sant Martí de Tous | masia            |                                          | 41° 33′ 41″ N, 1° 31′ 50″ E / 41.5613235240777°N,1.53045688980388°E                                                      |                                            |                                    | Modifica les dades a Wikidata |
|        | Ca l'Isidre          | Sant Martí de Tous | masia            |                                          | 41° 33′ 04″ N, 1° 27′ 12″ E / 41.551159592755°N,1.4533012503751°E                                                        |                                            |                                    | Modifica les dades a Wikidata |
|        | Ca la Llúcia         | Sant Martí de Tous | masia            |                                          | 41° 33′ 31″ N, 1° 28′ 28″ E / 41.5586139448056°N,1.47456496443279°E                                                      |                                            |                                    | Modifica les dades a Wikidata |
|        | Ca la Noia           | Sant Martí de Tous | masia            | 1856                                     | 41° 33′ 37″ N, 1° 32′ 09″ E / 41.560346478011°N,1.5358263382394°E ca:La Coma. A l'est del nucli urbà.                    |                                            |                                    | Modifica les dades a Wikidata |
|        | Ca la Tecla          | Sant Martí de Tous | masia            | 1894                                     | 41° 32′ 58″ N, 1° 27′ 09″ E / 41.5495382323268°N,1.45257288800183°E ca:Obaga del Pedró-Comadís. A l'oest del nucli urbà. |                                            |                                    | Modifica les dades a Wikidata |
|        | Ca n'Aubareda        | Sant Martí de Tous | masia            | Estil: arquitectura popular              | 41° 32′ 34″ N, 1° 31′ 12″ E / 41.5428°N,1.52005°E                                                                        | bé cultural d'interès local                | Ca n'Aubareda (Sant Martí de Tous) | Modifica les dades a Wikidata |
|        | Cal Borrassó         | Sant Martí de Tous | masia            | 20th century                             | 41° 32′ 30″ N, 1° 27′ 39″ E / 41.5415418507225°N,1.46075992261269°E ca:El Pla del Cervera. Al sud-oest del nucli urbà.   |                                            |                                    | Modifica les dades a Wikidata |
|        | Cal Calaf            | Sant Martí de Tous | masia            |                                          | 41° 32′ 13″ N, 1° 28′ 09″ E / 41.536961659491°N,1.4692234755633°E                                                        |                                            |                                    | Modifica les dades a Wikidata |
|        | Cal Canyo            | Sant Martí de Tous | masia            | 19th century                             | 41° 34′ 15″ N, 1° 30′ 01″ E / 41.5707440109039°N,1.50040238665727°E ca:Pla de Flix. Al nord-oest del nucli urbà.         |                                            |                                    | Modifica les dades a Wikidata |
|        | Cal Cardó            | Sant Martí de Tous | masia            |                                          | 41° 33′ 31″ N, 1° 32′ 00″ E / 41.5586662691537°N,1.53326320818129°E ca:Els Clots de Cal Cardó. A l'est del nucli urbà.   |                                            |                                    | Modifica les dades a Wikidata |
|        | Cal Cisquet de Moles | Sant Martí de Tous | masia            |                                          | 41° 32′ 10″ N, 1° 28′ 24″ E / 41.5359895922183°N,1.47329866383189°E                                                      |                                            |                                    | Modifica les dades a Wikidata |
|        | Cal Clemendó         | Sant Martí de Tous | masia            |                                          | 41° 34′ 04″ N, 1° 29′ 16″ E / 41.567829438887°N,1.4876841384411°E                                                        |                                            |                                    | Modifica les dades a Wikidata |
|        | Cal Cosme            | Sant Martí de Tous | masia            | 1840                                     | 41° 32′ 31″ N, 1° 30′ 48″ E / 41.5418479560479°N,1.51345454662326°E ca:Clot de l'Aubereda. Al sud del nucli urbà.        |                                            |                                    | Modifica les dades a Wikidata |
|        | Cal Foïna            | Sant Martí de Tous | masia            |                                          | 41° 32′ 32″ N, 1° 31′ 27″ E / 41.5423557897988°N,1.52420877958155°E                                                      |                                            |                                    | Modifica les dades a Wikidata |
|        | Cal Gol              | Sant Martí de Tous | masia            |                                          | 41° 32′ 17″ N, 1° 30′ 56″ E / 41.5379733813704°N,1.51542539266746°E                                                      |                                            |                                    | Modifica les dades a Wikidata |
|        | Cal Gran de Flix     | Sant Martí de Tous | masia            |                                          | 41° 34′ 05″ N, 1° 30′ 33″ E / 41.568111329907°N,1.5092655920371°E                                                        |                                            |                                    | Modifica les dades a Wikidata |
|        | Cal Macip            | Sant Martí de Tous | masia            |                                          | 41° 31′ 56″ N, 1° 30′ 04″ E / 41.5321052231579°N,1.5011874072152°E                                                       |                                            |                                    | Modifica les dades a Wikidata |
|        | Cal Macip Xic        | Sant Martí de Tous | masia            |                                          | 41° 32′ 08″ N, 1° 29′ 48″ E / 41.5355778061167°N,1.49673180633067°E                                                      |                                            |                                    | Modifica les dades a Wikidata |
|        | Cal Maginet          | Sant Martí de Tous | masia            |                                          | 41° 31′ 57″ N, 1° 28′ 23″ E / 41.532507418129°N,1.4729245417364°E ca:Coll de Cal Marquet. Al sud-oest del nucli urbà.    |                                            |                                    | Modifica les dades a Wikidata |
|        | Cal Magí del Patí    | Sant Martí de Tous | masia            |                                          | 41° 34′ 15″ N, 1° 32′ 15″ E / 41.5708602648795°N,1.53738915488568°E                                                      |                                            |                                    | Modifica les dades a Wikidata |
|        | Cal Marcel·lino      | Sant Martí de Tous | masia            |                                          | 41° 33′ 50″ N, 1° 28′ 31″ E / 41.5639648627932°N,1.47530256546287°E                                                      |                                            |                                    | Modifica les dades a Wikidata |
|        | Cal Marquet          | Sant Martí de Tous | masia            | 19th century                             | 41° 32′ 06″ N, 1° 28′ 56″ E / 41.5349653676646°N,1.48233721981993°E ca:Coll de Cal Marquet. Al sud-oest del nucli urbà.  |                                            |                                    | Modifica les dades a Wikidata |
|        | Cal Marricó          | Sant Martí de Tous | masia            | 19th century                             | 41° 31′ 44″ N, 1° 29′ 26″ E / 41.5288963436714°N,1.49067766203455°E ca:Al sud-oest del nucli urbà.                       |                                            |                                    | Modifica les dades a Wikidata |
|        | Cal Mestre           | Sant Martí de Tous | masia            |                                          | 41° 34′ 29″ N, 1° 31′ 42″ E / 41.574661494505°N,1.5283062785563°E ca:Cucala. Al nord-est del nucli urbà.                 |                                            |                                    | Modifica les dades a Wikidata |
|        | Cal Papallanes       | Sant Martí de Tous | masia            | 19th century                             | 41° 33′ 15″ N, 1° 32′ 28″ E / 41.5542976989009°N,1.54103619013654°E ca:Clot de la Mare de Déu. A l'est del nucli urbà.   |                                            |                                    | Modifica les dades a Wikidata |
|        | Cal Passadeta        | Sant Martí de Tous | masia            |                                          | 41° 33′ 03″ N, 1° 29′ 51″ E / 41.5507032837987°N,1.49762835897382°E ca:Plans de Cal Passadeta. A l'oest del nucli urbà.  |                                            |                                    | Modifica les dades a Wikidata |
|        | Cal Pastor           | Sant Martí de Tous | masia            | 1877                                     | 41° 32′ 35″ N, 1° 30′ 34″ E / 41.5430676042022°N,1.50956620051937°E ca:Turó de Cal Pastor. Al sud del nucli urbà.        |                                            |                                    | Modifica les dades a Wikidata |
|        | Cal Perdut           | Sant Martí de Tous | masia            | 19th century                             | 41° 33′ 20″ N, 1° 30′ 10″ E / 41.5554721673529°N,1.50278201276911°E ca:Camps del Mas. A l'oest del nucli urbà.           |                                            |                                    | Modifica les dades a Wikidata |
|        | Cal Poncet           | Sant Martí de Tous | masia            |                                          | 41° 32′ 33″ N, 1° 29′ 18″ E / 41.542617854708°N,1.4882718472903°E                                                        |                                            |                                    | Modifica les dades a Wikidata |
|        | Cal Porriba          | Sant Martí de Tous | masia            |                                          | 41° 33′ 58″ N, 1° 29′ 42″ E / 41.5662345690556°N,1.49512177559353°E                                                      |                                            |                                    | Modifica les dades a Wikidata |
|        | Cal Quec             | Sant Martí de Tous | masia            |                                          | 41° 33′ 19″ N, 1° 30′ 12″ E / 41.5551458766457°N,1.50331715134007°E                                                      |                                            |                                    | Modifica les dades a Wikidata |
|        | Cal Querol           | Sant Martí de Tous | masia            |                                          | 41° 34′ 19″ N, 1° 32′ 26″ E / 41.5718203161262°N,1.54064190541361°E ca:Pla de la Pineda. Al nord-est del nucli urbà.     |                                            |                                    | Modifica les dades a Wikidata |
|        | Cal Quildo           | Sant Martí de Tous | masia            |                                          | 41° 33′ 28″ N, 1° 31′ 21″ E / 41.5577352629771°N,1.52245587935505°E                                                      |                                            |                                    | Modifica les dades a Wikidata |
|        | Cal Rosic            | Sant Martí de Tous | masia            |                                          | 41° 33′ 48″ N, 1° 28′ 36″ E / 41.5634342041718°N,1.47671817523507°E                                                      |                                            |                                    | Modifica les dades a Wikidata |
|        | Cal Salvador         | Sant Martí de Tous | masia            | 1888                                     | 41° 32′ 48″ N, 1° 27′ 13″ E / 41.5467418585382°N,1.45359874055332°E ca:Obaga del Pedró-Comadís. A l'oest del nucli urbà. |                                            |                                    | Modifica les dades a Wikidata |
|        | Cal Santacana        | Sant Martí de Tous | masia            |                                          | 41° 32′ 50″ N, 1° 28′ 54″ E / 41.5471142624028°N,1.48153752929708°E                                                      |                                            |                                    | Modifica les dades a Wikidata |
|        | Cal Solanes          | Sant Martí de Tous | masia            | 1572                                     | 41° 34′ 49″ N, 1° 31′ 31″ E / 41.5803532007365°N,1.52537111295614°E ca:Solà de Riquer. Al nord del nucli urbà.           |                                            |                                    | Modifica les dades a Wikidata |
|        | Cal Tomàs            | Sant Martí de Tous | masia            |                                          | 41° 33′ 11″ N, 1° 28′ 38″ E / 41.5529295094916°N,1.47720468858781°E ca:Pla de Cal Tomàs. A l'oest del nucli urbà.        |                                            |                                    | Modifica les dades a Wikidata |
|        | Cal Torner           | Sant Martí de Tous | masia            |                                          | 41° 33′ 58″ N, 1° 29′ 57″ E / 41.5660431792186°N,1.49908393451422°E ca:Solella del Diudó. Al nord-oest del nucli urbà.   |                                            |                                    | Modifica les dades a Wikidata |
|        | Cal Tòfol            | Sant Martí de Tous | masia            |                                          | 41° 33′ 27″ N, 1° 31′ 27″ E / 41.5574329714395°N,1.524165559565°E                                                        |                                            |                                    | Modifica les dades a Wikidata |
|        | Cal Xerric           | Sant Martí de Tous | masia            |                                          | 41° 33′ 58″ N, 1° 30′ 37″ E / 41.5660887028579°N,1.51020047974446°E                                                      |                                            |                                    | Modifica les dades a Wikidata |
|        | Can Menjapalla       | Sant Martí de Tous | masia            |                                          | 41° 32′ 19″ N, 1° 30′ 07″ E / 41.538500681823°N,1.50191484834°E                                                          |                                            |                                    | Modifica les dades a Wikidata |
|        | Can Rodó             | Sant Martí de Tous | masia            |                                          | 41° 34′ 15″ N, 1° 30′ 57″ E / 41.570836690366°N,1.51587247193389°E                                                       |                                            |                                    | Modifica les dades a Wikidata |
|        | Can Torrelles        | Sant Martí de Tous | masia            |                                          | 41° 34′ 26″ N, 1° 30′ 55″ E / 41.5738654146297°N,1.51535933219153°E                                                      |                                            |                                    | Modifica les dades a Wikidata |
|        | Can Vidal            | Sant Martí de Tous | masia            |                                          | 41° 33′ 01″ N, 1° 32′ 03″ E / 41.5503471246489°N,1.53423066782705°E                                                      |                                            |                                    | Modifica les dades a Wikidata |
|        | Casa Gran de Comadís | Sant Martí de Tous | masia            |                                          | 41° 33′ 03″ N, 1° 27′ 08″ E / 41.5508470194712°N,1.45211002129619°E                                                      |                                            |                                    | Modifica les dades a Wikidata |
|        | Casa Manadetes       | Sant Martí de Tous | masia            |                                          | 41° 33′ 47″ N, 1° 31′ 25″ E / 41.5631909927379°N,1.52366275160997°E                                                      |                                            |                                    | Modifica les dades a Wikidata |
|        | Casa del Pont        | Sant Martí de Tous | masia            | 21st century                             | 41° 33′ 39″ N, 1° 30′ 16″ E / 41.5607341951408°N,1.5043154464321°E ca:Solella del Diudó. A l'oest del nucli urbà.        |                                            |                                    | Modifica les dades a Wikidata |
|        | Hostal de Flix       | Sant Martí de Tous | masia            | Estil: arquitectura popular 19th century | 41° 33′ 55″ N, 1° 30′ 46″ E / 41.565338°N,1.512807°E ca:Flix. Al nord-oest del nucli urbà.                               | bé integrant del patrimoni cultural català |                                    | Modifica les dades a Wikidata |
|        | Mas Montserrat       | Sant Martí de Tous | masia            | 19th century                             | 41° 32′ 47″ N, 1° 32′ 05″ E / 41.5463264246736°N,1.53465720427377°E ca:Bosc de Gramenet. Al sud-est del nucli urbà.      |                                            |                                    | Modifica les dades a Wikidata |
|        | Mas Rebato           | Sant Martí de Tous | masia            |                                          | 41° 34′ 22″ N, 1° 32′ 25″ E / 41.5728872739432°N,1.54025805467033°E                                                      |                                            |                                    | Modifica les dades a Wikidata |
|        | Mas de Tous          | Sant Martí de Tous | masia            |                                          | 41° 33′ 12″ N, 1° 30′ 02″ E / 41.5534072030834°N,1.50052745128125°E ca:Camps del Mas. A l'oest del nucli urbà.           |                                            |                                    | Modifica les dades a Wikidata |
|        | Masia del Corral Nou | Sant Martí de Tous | masia            |                                          | 41° 32′ 37″ N, 1° 27′ 30″ E / 41.5436874461901°N,1.45821533303897°E                                                      |                                            |                                    | Modifica les dades a Wikidata |
|        | Sentfores de Baix    | Sant Martí de Tous | masia            |                                          | 41° 33′ 24″ N, 1° 31′ 58″ E / 41.5565518956145°N,1.53273543709306°E ca:Clot de la Mare de Déu. A l'est del nucli urbà.   |                                            |                                    | Modifica les dades a Wikidata |
|        | el Maset             | Sant Martí de Tous | masia            |                                          | 41° 34′ 31″ N, 1° 32′ 52″ E / 41.5752517664914°N,1.54773755219883°E                                                      |                                            |                                    | Modifica les dades a Wikidata |
|        | l'Auqueria           | Sant Martí de Tous | masia            |                                          | 41° 33′ 32″ N, 1° 29′ 26″ E / 41.5589408261988°N,1.49045834654357°E                                                      |                                            |                                    | Modifica les dades a Wikidata |
|        | l'Erota              | Sant Martí de Tous | masia            |                                          | 41° 32′ 10″ N, 1° 29′ 19″ E / 41.5360124860959°N,1.48866612237761°E                                                      |                                            |                                    | Modifica les dades a Wikidata |
|        | la Barraqueta        | Sant Martí de Tous | masia            | 21st century                             | 41° 34′ 13″ N, 1° 31′ 44″ E / 41.570157500799°N,1.52890135808879°E ca:La Pineda. Al nord del nucli urbà.                 |                                            |                                    | Modifica les dades a Wikidata |
|        | la Casanova          | Sant Martí de Tous | masia            |                                          | 41° 34′ 12″ N, 1° 31′ 12″ E / 41.5698809188812°N,1.51998423952245°E ca:La Plantada. Al nord del nucli urbà.              |                                            |                                    | Modifica les dades a Wikidata |
|        | la Caseta            | Sant Martí de Tous | masia            |                                          | 41° 33′ 35″ N, 1° 29′ 03″ E / 41.5597053559047°N,1.48421675423126°E ca:Pla de Gallardes. A l'oest del nucli urbà.        |                                            |                                    | Modifica les dades a Wikidata |
|        | la Passada           | Sant Martí de Tous | masia            |                                          | 41° 33′ 30″ N, 1° 31′ 08″ E / 41.558202541569°N,1.5188717236266°E ca:Les Alzinetes. Al sud del nucli urbà.               |                                            |                                    | Modifica les dades a Wikidata |
|        | la Pedrera           | Sant Martí de Tous | masia            |                                          | 41° 33′ 19″ N, 1° 32′ 16″ E / 41.5552118112331°N,1.53783798697945°E ca:Clot de la Mare de Déu. A l'est del nucli urbà.   |                                            |                                    | Modifica les dades a Wikidata |
|        | la Pineda            | Sant Martí de Tous | masia            | Estil: arquitectura modernista           | 41° 34′ 45″ N, 1° 32′ 04″ E / 41.579166666667°N,1.5344444444444°E ca:Carretera de Clariana                               | bé cultural d'interès local                |                                    | Modifica les dades a Wikidata |
|        | la Planella          | Sant Martí de Tous | masia            |                                          | 41° 34′ 00″ N, 1° 32′ 15″ E / 41.5665471545756°N,1.53748645191919°E ca:Els Reguers. Al nord-est del nucli urbà.          |                                            |                                    | Modifica les dades a Wikidata |
|        | les Gallardes        | Sant Martí de Tous | masia casa forta | Estil: arquitectura popular              | 41° 33′ 30″ N, 1° 28′ 51″ E / 41.5584°N,1.48079°E                                                                        | bé cultural d'interès local                | Les Gallardes (Sant Martí de Tous) | Modifica les dades a Wikidata |
|        | masia Eucaria        | Sant Martí de Tous | masia            |                                          | 41° 33′ 32″ N, 1° 29′ 35″ E / 41.5589°N,1.49296°E                                                                        | bé cultural d'interès local                | Masia Eucaria (Sant Martí de Tous) | Modifica les dades a Wikidata |

## molí d'aigua
| imatge | Nom                           | Ubicat a           | instància de | Detalls                          | coordenades | Protecció                                  | Commons (més fotos) | Dades a WD                    |
| ------ | ----------------------------- | ------------------ | ------------ | -------------------------------- | --- | ------------------------------------------ | ------------------- | ----------------------------- |
|        | Molí de Tous                  | Sant Martí de Tous | molí d'aigua | Estil: arquitectura popular      | 41° 33′ 27″ N, 1° 31′ 33″ E / 41.557419°N,1.525952°E                                                                      | bé integrant del patrimoni cultural català |                     | Modifica les dades a Wikidata |
|        | Molí del Maset                | Sant Martí de Tous | molí d'aigua | Estil: arquitectura popular 1857 | 41° 34′ 33″ N, 1° 32′ 59″ E / 41.575934°N,1.54976°E ca:Al marge esquerra de la Riera de Tous. Al nord-est del nucli urbà. | bé integrant del patrimoni cultural català |                     | Modifica les dades a Wikidata |
|        | Molí fariner de Can Gallardes | Sant Martí de Tous | molí d'aigua | Estil: arquitectura popular      | 41° 33′ 33″ N, 1° 28′ 53″ E / 41.559267°N,1.481343°E ca:Mas les Gallardes                                                 | bé integrant del patrimoni cultural català |                     | Modifica les dades a Wikidata |

## muntanya
| imatge | Nom                      | Ubicat a                                   | instància de | Detalls | coordenades                                                         | Protecció | Commons (més fotos)      | Dades a WD                    |
| ------ | ------------------------ | ------------------------------------------ | ------------ | ------- | ------------------------------------------------------------------- | --------- | ------------------------ | ----------------------------- |
|        | Punta de Coma-roques     | Santa Maria de Miralles Sant Martí de Tous | muntanya     |         | 41° 31′ 28″ N, 1° 30′ 32″ E / 41.52438889°N,1.50901667°E 783.8 msnm |           |                          | Modifica les dades a Wikidata |
|        | Punta dels Cavalls Morts | Sant Martí de Tous                         | muntanya     |         | 41° 31′ 16″ N, 1° 29′ 23″ E / 41.52119167°N,1.48963611°E 845.4 msnm |           | Punta dels Cavalls Morts | Modifica les dades a Wikidata |
|        | Turó de Ca L'Erota       | Sant Martí de Tous                         | muntanya     |         | 41° 32′ 15″ N, 1° 29′ 20″ E / 41.53744722°N,1.48883889°E 635.9 msnm |           |                          | Modifica les dades a Wikidata |
|        | la Ferriola              | Santa Maria de Miralles Sant Martí de Tous | muntanya     |         | 41° 31′ 28″ N, 1° 30′ 38″ E / 41.52441389°N,1.51054444°E 792.8 msnm |           |                          | Modifica les dades a Wikidata |
|        | la Guinardera            | Sant Martí de Tous                         | muntanya     |         | 41° 32′ 36″ N, 1° 30′ 07″ E / 41.5433°N,1.50189°E 616.5 msnm        |           |                          | Modifica les dades a Wikidata |

## nucli de població
| imatge | Nom        | Ubicat a           | instància de      | Detalls | coordenades                                                       | Protecció | Commons (més fotos) | Dades a WD                    |
| ------ | ---------- | ------------------ | ----------------- | ------- | ----------------------------------------------------------------- | --------- | ------------------- | ----------------------------- |
|        | el Serral  | Sant Martí de Tous | nucli de població |         | 41° 33′ 51″ N, 1° 31′ 00″ E / 41.5641107420953°N,1.516745986554°E |           |                     | Modifica les dades a Wikidata |
|        | l'Aubereda | Sant Martí de Tous | nucli de població |         | 41° 32′ 38″ N, 1° 31′ 10″ E / 41.543923802131°N,1.5194125080186°E |           |                     | Modifica les dades a Wikidata |

## pont
| imatge | Nom                | Ubicat a           | instància de | Detalls                       | coordenades | Protecció                                  | Commons (més fotos)                     | Dades a WD                    |
| ------ | ------------------ | ------------------ | ------------ | ----------------------------- | --- | ------------------------------------------ | --------------------------------------- | ----------------------------- |
|        | Pont de Cal Riba   | Sant Martí de Tous | pont         | 1933 Estat: bon estat         | 41° 33′ 36″ N, 1° 31′ 52″ E / 41.5599464997528°N,1.53124358691047°E ca:A l'est del nucli urbà.                                  |                                            |                                         | Modifica les dades a Wikidata |
|        | Pont de Fiol       | Sant Martí de Tous | pont         | Estat: bon estat              | 41° 33′ 26″ N, 1° 28′ 59″ E / 41.5573495586098°N,1.48315660513251°E ca:Camí nou de l'Eucaria. A l'oest del nucli urbà.          |                                            |                                         | Modifica les dades a Wikidata |
|        | Pont de Sant Genís | Sant Martí de Tous | pont         |                               | | bé integrant del patrimoni cultural català |                                         | Modifica les dades a Wikidata |
|        | Pont de l'Auqueria | Sant Martí de Tous | pont         | 19th century Estat: bon estat | 41° 33′ 39″ N, 1° 30′ 19″ E / 41.5607187208806°N,1.50520321881699°E                                                             |                                            |                                         | Modifica les dades a Wikidata |
|        | Pont de la Passada | Sant Martí de Tous | pont         |                               | 41° 33′ 26″ N, 1° 31′ 07″ E / 41.557208°N,1.518654°E ca:Al sud del nucli urbà. 430 msnm                                         | bé integrant del patrimoni cultural català | Pont de la Passada (Sant Martí de Tous) | Modifica les dades a Wikidata |
|        | Pont del Molí      | Sant Martí de Tous | pont         | Estat: malmès                 | 41° 33′ 25″ N, 1° 31′ 31″ E / 41.55685°N,1.52541°E ca:Riera del Molí. Al sud del nucli urbà. 389 msnm                           |                                            |                                         | Modifica les dades a Wikidata |
|        | el Pont Vell       | Sant Martí de Tous | pont         | 19th century Estat: bon estat | 41° 33′ 35″ N, 1° 30′ 20″ E / 41.5597757644961°N,1.50541682366894°E ca:Entre camps de conreu. A l'oest del nucli urbà. 479 msnm |                                            |                                         | Modifica les dades a Wikidata |

## serra
| imatge | Nom                 | Ubicat a                                            | instància de | Detalls | coordenades                                                         | Protecció | Commons (més fotos) | Dades a WD                    |
| ------ | ------------------- | --------------------------------------------------- | ------------ | ------- | ------------------------------------------------------------------- | --------- | ------------------- | ----------------------------- |
|        | Serra de Miralles   | Santa Maria de Miralles Bellprat Sant Martí de Tous | serra        |         | 41° 31′ 15″ N, 1° 29′ 58″ E / 41.5209°N,1.49957°E                   |           | Serra de Miralles   | Modifica les dades a Wikidata |
|        | serra de Ca l'Erota | Sant Martí de Tous                                  | serra        |         | 41° 32′ 10″ N, 1° 29′ 22″ E / 41.53613056°N,1.48955278°E 635.9 msnm |           |                     | Modifica les dades a Wikidata |

## Misc
| imatge | Nom                                     | Ubicat a           | instància de                | Detalls                                                                      | coordenades                                                                           | Protecció                                  | Commons (més fotos)                       | Dades a WD                    |
| ------ | --------------------------------------- | ------------------ | --------------------------- | ---------------------------------------------------------------------------- | ------------------------------------------------------------------------------------- | ------------------------------------------ | ----------------------------------------- | ----------------------------- |
|        | Cal Camil dels Diaris                   | Sant Martí de Tous | edifici                     | 1920                                                                         | 41° 33′ 36″ N, 1° 31′ 25″ E / 41.55994444444445°N,1.5235555555555556°E ca:C. Major, 7 | bé cultural d'interès local                |                                           | Modifica les dades a Wikidata |
|        | Façana a la carretera dels Prats, 5     | Sant Martí de Tous | casa                        | Estil: arquitectura modernista                                               | 41° 33′ 37″ N, 1° 31′ 26″ E / 41.560303°N,1.523991°E ca:Carretera dels Prats, 5       | bé integrant del patrimoni cultural català |                                           | Modifica les dades a Wikidata |
|        | Safareig de Cal Rosich                  | Sant Martí de Tous | safareig                    | Estil: arquitectura popular                                                  |                                                                                       | bé integrant del patrimoni cultural català |                                           | Modifica les dades a Wikidata |
|        | Teuleria la Guinardera                  | Sant Martí de Tous | teuleria                    | Estil: arquitectura popular                                                  |                                                                                       | bé integrant del patrimoni cultural català |                                           | Modifica les dades a Wikidata |
|        | alzina de Can Gol                       | Sant Martí de Tous | arbre singular              | Taxon: carrasca (Quercus rotundifolia) Ample: 17.8m Alt: 12m Perímetre: 4.5m | 41° 32′ 22″ N, 1° 30′ 45″ E / 41.53958°N,1.51251°E 515 msnm                           | arbre monumental                           | Alzina de Can Gol                         | Modifica les dades a Wikidata |
|        | carrer de les Voltes                    | Sant Martí de Tous | carrer                      | Estil: arquitectura popular                                                  | 41° 33′ 36″ N, 1° 31′ 26″ E / 41.5599°N,1.52395°E ca:Carrer de les Voltes             | bé cultural d'interès local                | Carrer de les Voltes (Sant Martí de Tous) | Modifica les dades a Wikidata |
|        | casa consistorial de Sant Martí de Tous | Sant Martí de Tous | casa consistorial           |                                                                              | 41° 33′ 39″ N, 1° 31′ 24″ E / 41.5607732°N,1.5233764°E                                |                                            | Ajuntament de Sant Martí de Tous          | Modifica les dades a Wikidata |
|        | cova del Diable                         | Sant Martí de Tous | cova                        |                                                                              | 41° 32′ 40″ N, 1° 31′ 43″ E / 41.544359113006°N,1.52871907312299°E                    | bé integrant del patrimoni cultural català |                                           | Modifica les dades a Wikidata |
|        | pantà de Sant Martí de Tous             | Sant Martí de Tous | embassament                 | Superfície: 15ha Volum: 1.3hm³ Conca: 16km²                                  | 41° 33′ 24″ N, 1° 29′ 35″ E / 41.5568°N,1.49316°E                                     |                                            |                                           | Modifica les dades a Wikidata |
|        | presa de Sant Martí de Tous             | Sant Martí de Tous | presa de terres Ús: regadiu | Llarg: 276m Alt: 34m                                                         | 41° 33′ 25″ N, 1° 29′ 36″ E / 41.556807°N,1.49329°E                                   |                                            |                                           | Modifica les dades a Wikidata |